# 어나더 씬 맨
어나더 씬 맨(Another Thin Man)은 미국에서 제작된 W.S. 밴 다이크 감독의 1939년 코미디, 미스터리, 드라마 영화이다. 윌리엄 파월 등이 주연으로 출연하였고 헌트 스트롬버그 등이 제작에 참여하였다.

## 출연

### 주연
- 윌리엄 파월
- 마이어나 로이

### 조연
- C. 오브리 스미스
- 러스 허시
- 버지니아 그레이
- 오토 크러거
- 톰 닐
- 냇 펜들튼

## 제작진
- 원작자: 대실 해밋